# 羅伯特森島
65°10′S 59°37′W / 65.167°S 59.617°W

羅伯特森島（Robertson Island）是南極洲的島嶼，位於南極半島東岸，該島被冰雪覆蓋，長21公里、寬10公里，在1893年12月9日被挪威探險隊發現，島上無人居住。